# Taranawa
Taranawa (biał. Таранава; ros. Тараново) – wieś na Białorusi, w obwodzie mohylewskim, w rejonie mohylewskim, w sielsowiecie Kadzina, przy drodze magistralnej M8.